# Thnks fr th Mmrs
«Thnks fr th Mmrs» (эрратив от Thanks for the Memories, с англ. — «Спасибо за воспоминания») — сингл американской рок-группы Fall Out Boy, выпущенный 27 марта 2007 года в качестве третьего сингла с их третьего студийного альбома Infinity on High. Продюсером выступил Бэбифейс.
Сингл имел коммерческий успех, он достиг 11-го места в чарте Billboard Hot 100 в США, и стал самым популярным синглом в Австралии, заняв 3-е место в чарте ARIA. Он был сертифицирован золотым RIAA и платиновым в Австралии. Сингл стал дважды платиновым в США в декабре 2009 года, повторив успех «Sugar, We're Goin Down» с их предыдущего альбома 2005 года From Under the Cork Tree. По состоянию на февраль 2014 года было продано более 2 миллионов экземпляров. Сингл стал основным хитом на концертах группы, интервью-выступлениях и радио, став одним из самых узнаваемых синглов группы.

## Обзор
В интервью журналу Genius басист Пит Венц объяснил, что песня рассказывает о разрушенных отношениях, но также содержит отсылки к критике одержимости общества славой.
В интервью Kerrang! басист Пит Венц объяснил, что песня рассказывает о романтических отношениях, в которых чувства исчезли, но оба любовника продолжают спать друг с другом, чтобы удовлетворить свои физические потребности.
В названии были удалены все гласные, как насмешка в адрес звукозаписывающей компании, которая просила группу сокращать длинные названия песен.Строка в припеве «He tastes like you, only sweeter» взята из фильма «Близость».

## Коммерческие показатели
Сингл достиг 11-е места в американском Billboard Hot 100, что на девять позиций ниже результата предыдущего сингла «This Ain't a Scene, It's an Arms Race». Позже он был сертифицирован как золотой Американской ассоциацией звукозаписывающих компаний (RIAA), после реализации 500 000 копий. По состоянию на февраль 2014 года сингл стал дважды платиновым, продано было более 2 миллионов копий в США. Также сингл занял 19-е место в американском чарте современной рок-музыки и 13-е место в Топ-40 мейнстрима.

## Трек-лист
Yellow vinyl
1. "Thnks fr th Mmrs"
2. "Our Lawyers Made Us Change the Name of This Song So We Wouldn't Get Sued" (live from Hammersmith)

US CD
1. "Lindbergh Palace Remix" – 7:53
2. "Thnks fr th Mmrs" (album version) – 3:23

Promo
1. "Thnks fr th Mmrs"

The Remixes (CD and Masterbeat.com)
1. "Thnks fr th Mmrs" (The Lindbergh Palace Radio Edit) – 3:53
2. "Thnks fr th Mmrs" (Lenny B Short Term Memory) – 3:51
3. "Thnks fr th Mmrs" (Lenny B Radio Edit) – 5:11
4. "Thnks fr th Mmrs" (The Lindbergh Palace Remix) – 7:50
5. "Thnks fr th Mmrs" (The Lindbergh Palace Remix with DJ Intro) – 7:14
6. "Thnks fr th Mmrs" (Lenny B Long Term Memory) – 6:37
7. "Thnks fr th Mmrs" (Lenny B Club Remix) – 8:25
8. "Thnks fr th Mmrs" (The Lindbergh Palace Dub) – 6:37

## Музыкальное видео
Видеоклип, который изображает съёмки клипа начинается с того, что Патрик Стамп спрашивает Пита Венца, уверен ли он в том, что они делают правильно. Пит отвечает: «Патрик, этот парень — провидец». Затем начинаются съёмки, режиссёром которых выступает шимпанзе, и вся съёмочная команда также состоит из шимпанзе. Режиссёр внезапно кричит «Снято!» и называет группу посмешищем, жалуясь, что ему следовало работать с Panic! at the Disco. Во время перерывов в съемках, шимпанзе кормят группу бананами, обыгрывают их в шахматы, и учат барабанщика играть на ударных. Недовольного Энди Херли вышвыривают из студии охранники. Питу звонит Уильям Беккет из группы The Academy Is... (это перекрестная связь с клипом The Academy Is... «We've Got a Big Mess on Our Hands» в котором показано, как Уильям звонит Питу). Другие сцены показывают, как группа исполняет песню на ярко освещённой сцене с буквами «FOB» на заднем плане, а также как режиссёр-шимпанзе указывает Питу как себя вести, одеваться и пр. В какой-то момент во время съёмок Пит садится на кровать и пытается поцеловать возлюбленную своего персонажа (её играет Ким Кардашьян), но шимпанзе останавливает его и показывает, как правильно целовать её. Пит хочет уйти, но Кардашьян останавливает его, и пара целуется, чем остаётся недоволен шимпанзе. В финальной сцене группа играет на сцене, а шимпанзе, сидящие в режиссёрских креслах, выражают крайнее негодование их действиями. Они сердито жалуются на поведение Пита и называют его «примадонной» (отсылка к синглу Fall Out Boy «This Ain't a Scene, It's an Arms Race»). К тому же режиссер открыто пристаёт к Кардашьян, сидящей рядом, что со сцены видит Пит и со злости разбивает бас-гитару о букву «B» из надписи «FOB» позади сцены. После чего группа покидает сцену, оставляя надпись «FO». Режиссером клипа выступил Алан Фергюсон.
Буквы с надписи «FOB» из этого клипа появляются в музыкальном видео на песню Fall Out Boy «What a Catch, Donnie» плавающими в воде.
В 2018 году Fall Out Boy выпустили музыкальное видео на песню «Bishops Knife Trick», десятый трек с их альбома «Mania» 2018 года, который пародирует «Thnks fr th Mmrs».

## Чарты и сертификации
| Чарт (2007–2014)                           | Позиция |
| ------------------------------------------ | ------- |
| Австралия (ARIA)                           | 3       |
| Австрия (Ö3 Austria Top 40)                | 74      |
| Бельгия/Фландрия (Ultratip Bubbling Under) | 4       |
| Бельгия/Валлония (Ultratip Bubbling Under) | 16      |
| Канада (Billboard Canadian Hot 100)        | 12      |
| Канада (Billboard CHR/Top 40)              | 12      |
| Канада (Billboard Hot AC)                  | 12      |
| Канада (Billboard Rock)                    | 48      |
| Чехия (Rádio — Top 100)                    | 67      |
| Europe (European Hot 100 Singles)          | 44      |
| Германия (GfK)                             | 67      |
| Венгрия (Dance Top 40)                     | 19      |
| Ирландия (IRMA)                            | 17      |
| Нидерланды (Single Top 100)                | 81      |
| Новая Зеландия (Recorded Music NZ)         | 11      |
| Шотландия (OCC Scotland)                   | 12      |
| Словакия (Rádio — Top 100)                 | 70      |
| Швеция (Sverigetopplistan)                 | 53      |
| Великобритания (OCC UK Singles)            | 12      |
| США (Billboard Hot 100)                    | 11      |
| США (Billboard Adult Pop Airplay)          | 14      |
| США (Billboard Alternative Airplay)        | 19      |
| США (Billboard Dance Club Songs)           | 14      |
| США (Billboard Pop Airplay)                | 13      |
| US Pop 100 (Billboard)                     | 4       |
| US Rock Digital Songs (Billboard)          | 23      |
| Venezuela Pop Rock (Record Report)         | 7       |

| Чарт (2007)                          | Позиция |
| ------------------------------------ | ------- |
| Australia (ARIA)                     | 16      |
| New Zealand (Recorded Music NZ)      | 41      |
| UK Singles (Official Charts Company) | 102     |
| US Billboard Hot 100                 | 37      |
| US Adult Top 40 (Billboard)          | 39      |
| US Pop 100 (Billboard)               | 31      |

| Регион | Сертификация | Продажи   |
| --- | ------------ | --------- |
| Австралия (ARIA) | Платиновый   | 70 000^   |
| Канада (Music Canada) | Платиновый   | 80 000*   |
| Дания (IFPI Danmark) | Золотой      | 45 000    |
| Германия (BVMI) | Золотой      | 150 000   |
| Великобритания (BPI) | Платиновый   | 600 000   |
| США (RIAA) | Золотой      | 2,527,000 |
| * Данные о продажах приведены только на основе сертификации. · ^ Данные о тиражах приведены только на основе сертификации. · Данные о продажах + прослушиваниях приведены только на основе сертификации. |              |           |